# جاز سنكلير
جاز سنكلير هي ممثلة أمريكية. أشتهرت بدور أنجيلا في فيلم بلدات ورقية  وروز في مسلسل مغامرات صابرينا المخيفة.

## وصلات خارجية
- جاز سنكلير على موقع IMDb (الإنجليزية)
- جاز سنكلير على موقع روتن توميتوز (الإنجليزية)
- جاز سنكلير على موقع ألو سيني (الفرنسية)
- جاز سنكلير على موقع ميوزك برينز (الإنجليزية)
- جاز سنكلير على موقع أول موفي (الإنجليزية)
- جاز سنكلير على موقع قاعدة بيانات الفيلم (الإنجليزية)